# Анарина, Нина Григорьевна
Нина Григорьевна Анарина (р. 1 января 1945 года, Москва) — советский российский искусствовед, востоковед-японист, театровед, доктор искусствоведения, научный сотрудник Государственного института искусствознания Министерства культуры России, специалист по японскому театру.

## Биография
Нина Григорьевна Анарина родилась 1 января 1945 года в Москве. В 1965 году поступила в Институт стран Азии и Африки при МГУ. После окончания университета поступила в аспирантуру. В 1977 году защитила кандидатскую диссертацию «Японский театр Но: Опыт анализа классической драмы и спектакля».
В 1970—1974 годах работала редактором в издательстве «Прогресс». С 1977 года — научный сотрудник Всесоюзного научно-исследовательского института искусствознания Министерства культуры СССР и АН СССР.
В 2000 году защитила докторскую диссертацию на тему «Японский театр Но: 600 лет развития».

## Научная деятельность
В сферу научных интересов входит, прежде всего, история развития традиционного японского театра Но. Проблемам его эволюции от средневекового цехового ремесла к современному репертуарному общедоступному театру посвящены кандидатская и докторская диссертации Н. Г. Анариной. В последней автор выделяет 7 этапов развития этого театра, а также три главных идеи: подражание мономанэ (крепкая ремесленная выучка), сокровенная красота югэн (философская основа), цветок хана (сценический гений актёра).
С основной темой исследований связан средневековый трактат Дзэами Мотокиё о философии сценического творчества «Предание о цветке стиля (Фуси кадэн), или Предание о цветке (Кадэнсё)», переведённый Анариной. В нём излагаются основные положения классической японской эстетики в контексте учения об актёрском искусстве. Анарина рассматривает главные эстетические категории японского театра, прослеживает жизненный путь создателя трактата.
Помимо театра Но в работах исследователя затронуты и другие темы — история японской драматургии XX в., японский фарс кёгэн, творчество первого режиссёра современного театра Осанаи Каору, театр бунраку, изучение театра кабуки в СССР, гастроли японских актёров в России.

## Основные работы
- Современный театр Но: пути развития // Народы Азии и Африки. 1978. № 2. С .141-148.
- О драме и театре Но // Ёкёку — классическая японская драма. М., 1979. С. 3-64.
- Японский театр Но. М.: Наука, 1984. 213 с.
- Дзэами Мотокиё. Предание о цветке стиля (Фуси кадэн), или Предание о цветке (Кадэнсё) / Пер. со старояп., исслед. и коммент. Н. Г. Анариной. М.: Наука, 1989. 198 с.
- Три статьи о японском менталитете. М. : Междунар. центр науч. и техн. информ., 1993. 42 с.
- Великая театральная империя // Япония: с чем в III тысячелетие? М.,1999. С. 300—314.
- Красота югэн: её смысл и путь познания согласно японскому средневековому учению о ремесле актёра // Мир искусств. СПб., 2001. С. 465—489.
- Сакральная телесность японской художественной вещи // Вещь в восточной культуре. М.: Вост. лит., 2003. С. 185—201.
- Формообразующие начала японского сценического искусства «европейского типа» // Искусство Востока. СПб., 2004. С. 219—236[1].
- История японского театра: древность и средневековье: сквозь века в XXI столетие. М.: Наталис, 2008. 330 с.
- Мягкая и несгибаемая сила японского учителя. Размышления по поводу художников дзен-буддийского круга // Secreta Artis. 2018. № 1 (1). С. 76-81[3].
- Новый язык пейзажной живописи // Secreta Artis. 2019. № 1 (5). С. 92-97[4].